# Lala Mustafa Pașa
Lala Mustafa Pașa (n. 1500, Sokolovići, Rudo, comuna Rudo⁠(d), Republika Srpska, Bosnia și Herțegovina – d. 7 august 1580, Constantinopol, Imperiul Otoman), cunoscut și sub porecla Kara („cel negru”), a fost un general otoman și mare vizir originar din Sangeacul Bosnia.

## Biografie
S-a născut în jurul anului 1500 în satul Sokolovići din sangeacul Bosnia, în apropierea Podișului Glasinac, ca frate mai mic al lui Deli Hüsrev Pașa, care se pare că l-a ajutat să avanseze rapid în ierarhia militar-politică otomană.
Mustafa Pașa a servit o scurtă perioadă pe post de kaymakam (guvernator interimar) al eyaletului Egipt în 1549. El a avansat apoi în funcția de beilerbei al Damascului (1563-1567) și apoi în cea de al cincilea vizir.
Titlul onorific „Lala” înseamnă „profesor al sultanului”; a fost profesor al fiilor sultanului Soliman Magnificul, inclusiv a prințului Șehzade Bayezid (1525-1561). Mustafa a avut, de asemenea, o dușmănie de lungă durată cu vărul său, Sokollu Mehmed Pașa, mare vizir al Imperiului Otoman (1565-1579).
El a comandat forțele terestre otomane în cursul campaniei de cucerire a Ciprului venețian din 1570-1571 și al campaniei împotriva Georgiei și Persiei din 1578. În timpul campaniei militare din Cipru, Lala Mustafa Pașa, care era cunoscut pentru cruzimea sa față de inamicii învinși, a ordonat jupuirea de viu a lui Marco Antonio Bragadin, comandantul venețian al orașului Famagusta, și uciderea în public a altor ofițeri venețieni, deși promisese că-i va lăsa liberi dacă vor preda orașul armatei turce. Mustafa își afirmase anterior intențiile sale agresive la curtea sultanului.
A devenit un Damat („mire”) al familiei imperiale prin căsătoria sa cu Hümașah Sultan, fiica prințului Șehzade Mehmed, fiul lui Soliman Magnificul și al consoartei sale, Hurrem Sultan. Cei doi au avut împreună un fiu pe nume Sultanzade Abdülbaki Bey.
În ultimele trei luni ale vieții sale (28 aprilie - 7 august 1580), a fost mare vizir al Imperiului Otoman. A fost înmormântat în curtea Moscheii Eyüp Sultan din Istanbul. Monumentul său funerar a fost proiectat de arhitectul otoman Mimar Sinan.

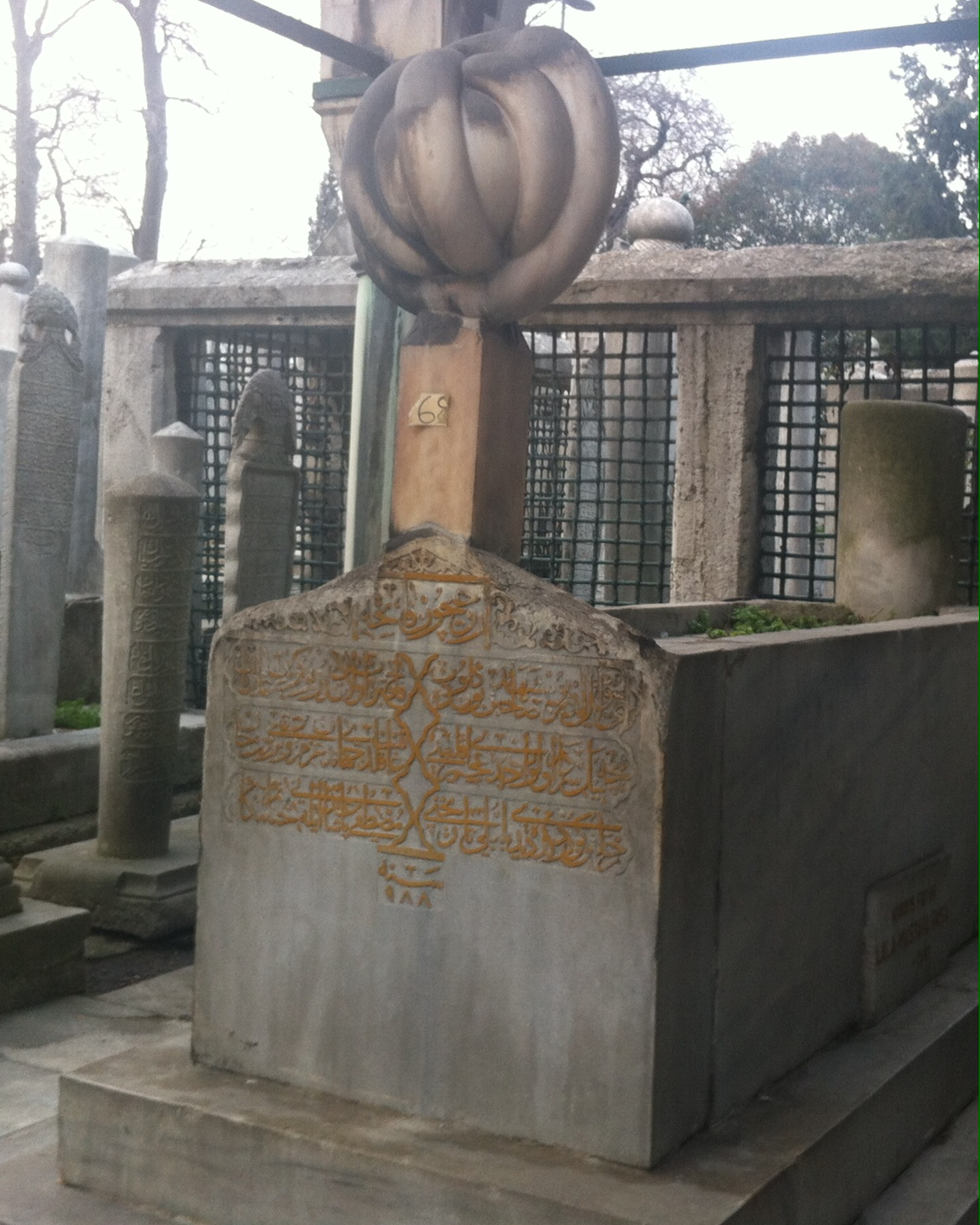
Mormântul lui Lala Mustafa Pașa în curtea Moscheii Eyüp Sultan din Istanbul

## Moștenire
Străzi care-i poartă numele există în mai multe orașe, inclusiv în orașul Larnaca din Cipru. Invadarea Ciprului și comportamentul brutal față de conducătorii venețieni ai Ciprului l-au determinat pe papa Pius al V-lea să mobilizeze o coaliție romano-catolică care i-a învins pe otomani în Bătălia de la Lepanto din 1571.